# 江春男
江春男（1944年4月24日—），台中市豐原區人，台灣記者、作家、政治評論人，筆名司馬文武，現任國防安全研究院文職諮詢委員、中華文化總會副會長。

## 生平
台中一中畢業後，就讀東海大學政治學系及國立政治大學政治學研究所。
在東海大學讀書時，受到郭榮趙老師影響，立志學好國文和英文，而打下堅實的漢語及英語基礎。在宋楚瑜擔任行政院新聞局局長時期，一些外國記者來台灣，採訪過政府機構後，常找司馬文武瞭解情況，他被人戲稱「地下新聞局長」。透過與西方新聞記者的接觸與互動，司馬文武逐漸意識到新聞專業主義的重要性。
司馬文武是黨外運動的先驅。1986年民主進步黨成立；1987年台灣解嚴；1988年解除報禁；一系列大事件的發生，讓他覺得大功告成，可以安居樂業。

### 媒體經歷
早年曾擔任《中國時報》政治和外交記者。1979年因為受命做美國要與中華民國斷交的深入報道，及與黨外運動人士走得太近的關係，被迫離開《中國時報》。
1979年與康寧祥合作創辦黨外雜誌《八十年代》，並曾任創刊總編輯、發行人。
1987年與王健壯、南方朔（王杏慶）、周天瑞等人共同創辦《新新聞》，歷任該刊總編輯、社長、發行人、董事長等職。曾任《台灣日報》發行人。
1989年6月，與康寧祥創辦《首都早報》，集合了60多個小股東，以為這樣可以獨立辦報、不被財團和政客控制，後來才知道報紙出問題時沒有人願意負責。1990年8月，《首都早報》因為資金和經營問題停刊。
1999年，被《自由時報》老闆林榮三找來擔任台灣第一份英文報紙《台北時報》（Taipei Times）創報發行人兼總編輯。
在擔任國安會副祕書長期間，辭去所有媒體職務，短暫離開媒體業。公職生涯結束後，又重回媒體業，出任《台灣蘋果日報》顧問，固定撰寫〈司馬觀點〉專欄，並以該專欄獲得第32屆曾虛白先生新聞獎。

### 政治經歷
1997年10月5日，時任《新新聞》董事長的江春男承認：
不可諱言的，民進黨的庸俗化與墮落化日益嚴重，它與國民黨的界限日益模糊。民進黨籍立委助理涉及不法弊端，民進黨元老所主持的民視電視台爆發以秘密錄音帶逼迫新聞部主管走路的醜聞，凡此事例均可讓國民黨產生「德不孤，必有鄰」的快感。在「誰比誰爛」這場政黨競爭中，民進黨雖向上仰攻，但已有逐漸看齊的趨勢。傳統支持民主運動的人士莫不大感失望。
2000年陳水扁總統就職演說稿及2004年連任的總統就職演說稿，都請江春男撰稿。（李登輝1996年首任直接民選總統就職演說撰稿人是杜正勝；馬英九2008年台灣第2次政黨輪替的總統就職演說撰稿人是蘇起和高朗。）
2000年10月6日，張俊雄第1次組閣，行政院秘書長由原任國安會副秘書長邱義仁轉任，總統府發表由江春男接任國安會副秘書長，江春男辭去所有媒體職務。江春男歷經莊銘耀、丁渝洲、邱義仁、康寧祥4位5任（邱義仁在康寧祥卸職後又回任）國安會秘書長。
2003年間，媒體曾報導江春男將由國安會副秘書長轉任台灣政府駐以色列代表，最後他續任國安會副秘書長。
2004年6月16日，《中國時報》曾報導江春男被內定為台灣駐加拿大代表，但在他在卸任國安會副秘書長後回到報界。
2005年10月3日，江春男在〈司馬觀點〉批評，陳水扁政府最令人難以相信的是把裙帶關係和政治酬庸帶到高峰，「下台的縣市長，落選的立委，或黨內初選失敗的候選人，不是出任副首長，就是國營事業負責人。這種情況在國民黨時代也有，當時是懷著一種抱歉的心情；現在卻已形成風氣，人人視為當然，連反對黨也懶得批評了。」
2007年4月26日至2008年1月15日，江春男與卜大中在《香港蘋果日報》連載專欄〈台灣風景線〉；2008年1月23日至2012年11月21日，〈台灣風景線〉由卜大中單獨執筆。
2012年7月19日，江春男在〈司馬觀點〉批評，民進黨的社會形象與道德標準每況愈下，這是危險的警訊：以前的民進黨，黨紀很嚴，「曾有人牽涉到關說疑雲，只看到人影，沒有講話聲音，就立刻被開除」；現在的民進黨，步步妥協，「被起訴未判刑不算，還在上訴的不算，發回更審的不算；簡單講，沒坐牢都不算，尺度不斷放寬，向國民黨看齊」；早期的民進黨選在新北市新店區燕子湖的楓橋飯店，召開全國黨員代表大會；現在的民進黨則在台北國際會議中心召開全代會，黨代表住在五星級的台北君悅大飯店以方便中央黨職選舉綁樁，「這是什麼反對黨，不是腐敗是什麼」。
2013年6月11日，隨同民進黨主席蘇貞昌訪問美國的江春男出席休士頓台僑座談會，他說，過去民進黨流傳一句話“中國如果沒有民主，台灣就無法統一；中國如果有民主，統一台灣就沒有需要”，台灣地理得天獨厚，台灣小島能發展到今天的狀況應該也要感謝中國這個大敵人，因為台灣的中國鋼鐵、中國造船公司、中山科學研究院都是當初為了反攻大陸而設立；他還說，光一個國台辦就可以全面性與台灣交往，正確來說，台灣應該是與中國交往而非與國台辦交往。
2013年10月1日，江春男在〈司馬觀點〉首次以「五府千歲」諷刺民進黨的老人政治。
2016年1月12日，江春男在〈司馬觀點〉斷言，一大堆品德、形象有問題的人爭相加入氣勢正旺的民進黨，都以「愛台灣、反國民黨」的廉價口號為政見，民進黨的「國民黨化」態勢明顯，「純粹以量取勝，沒有品質保證，很快就會出問題」。
2016年1月14日，國立政治大學地政學系教授徐世榮批判，江春男在〈司馬觀點〉不斷拉抬時代力量、貶抑綠黨社會民主黨聯盟，這不是挾媒體公器所應該做的事情，也嚴重降低江春男身為台灣民主前輩的身分與格調。
2016年受蔡英文政府派任為中華民國駐新加坡大使，8月2日於總統府宣誓就職，同日晚宴後自行駕車遇臨檢，因酒後駕車被依公共危險罪移送法辦；8月9日，請辭駐新加坡大使獲准，駐星大使遺缺由梁國新接替。
2017年3月，擔任中華文化總會副會長。
2018年4月，兼任無給職國防安全研究院董事。

## 著作
- 1973 《藥物藥商管理法之立法過程》，國立政治大學政治學研究所碩士論文。
- 1980 《我愛凱撒》，八十年代出版社初版。
- 1986 《為國民黨的外交下半旗》，八十年代出版社初版。
- 1986 《權力鬥爭場上的政治人物》，八十年代出版社初版。

## 評價及榮譽
- 2006年10月20日，〈司馬觀點〉獲得第32屆曾虛白新聞獎。
- 中天電視新聞部總監廖福順稱許他「對新聞永遠抱持著熱忱」、「是（廖）自己新聞工作的啟蒙老師」。
- 資深媒體人蔡詩萍稱司馬文武為其心儀的評論家，文筆「簡潔精鍊」。

### 他国勋綬
- 旭日中绶章（日本，2022年11月3日公布[11]）

## 親屬
其堂侄江啟臣為現任立法院副院長、東吳大學政治學系副教授，前行政院新聞局局長，中國國民黨籍第8、9、10、11屆立法委員；曾任中國國民黨主席。
堂伯江漢津為二二八事件受難者，在泰源監獄坐牢25年，在綠島坐牢期間曾向獄友楊碧川傳授馬克思主義。

## 瑣事
- 2005年，司馬文武在鰥居多年後與記者林玫君結婚，遭遇到林玫君父親（前監察委員）林時機的反對。2005年9月，林玫君赴美國生下一女